# Dish Network
Dish Network Corporation (NASDAQ: DISH) é um fornecedor de serviços de transmissão direta por satélite que oferece TV por assinatura, a programação de áudio e serviços de televisão interativa para as famílias e empresas nos Estados Unidos e México e Brasil (Dish Brasil) A empresa foi desmembrada da Echostar em 2008. A Dish Network oferece cerca de 14 milhões de assinantes e 30 milhões de espectadores sendo o segundo maior provedor de televisão paga dos Estados Unidos. A empresa têm aproximadamente 24,5 mil empregados, a maioria deles localizados dentro dos Estados Unidos. O escritório corporativo está baseada em Meridian, Colorado, embora a designação postal de Englewood é usado o endereço de e-mail da empresa.
EchoStar Satellite L.L.C. foi fundada em 1980 por Charles Ergen, sua esposa, Candy, e seu amigo Jim DeFranco como um distribuidor de equipamentos de televisão por satélite. EchoStar foi oficialmente relançada como DISH Network em março de 1996. Esse relançamento veio depois do seu seu primeiro lançamento do satélite EchoStar I, em dezembro de 1995 e marcou o início dos serviços de televisão por subscrição oferecidos pela empresa. Desde então, a empresa lançou inúmeros satélites, com 14 satélites próprios e arrendados atualmente  em seus estatutos.
A partir de janeiro de 2008 a DISH Network foi separado de EchoStar, com cada entidade se tornando-se uma empresa separada. EchoStar é o parceiro tecnológico da DISH Network, que se concentra exclusivamente na comercialização e prestação de serviços de televisão por satélite. Desde 20 de junho de 2011, Joseph Clayton teve controle diário da empresa.
A partir de 2011, a empresa concorre principalmente com o seu rival no mundo da televisão por satélite, DirecTV e com provedores de TV a cabo, mas o desenvolvimento de linhas de fibra óptica por empresas de telecomunicações tem se tornado uma competição para a empresa. A empresa planeja diversificar para streaming de vídeo e internet móvel.

## História

### Crescimento inicial
Dish Network iniciou oficialmente suas operações em 6 de março de 1996, como um serviço da EchoStar. EchoStar foi formado em 1980 pelo presidente e diretor executivo, Charles Ergen juntamente com seus colegas Candy Ergen e Jim DeFranco como um distribuidor de sistemas de televisão por satélite de Banda C. Em 1987, EchoStar pediu uma licença de transmissão via satélite de transmissão direta para a Federal Communications Commission (Comissão Federal de Comunicações) e foi concedido o acesso para a posição orbital de 119° de longitude oeste, em 1992.
em 28 de dezembro de 1995, com o sucesso da EchoStar comprou seu primeiro satélite EchoStar I. Com isto a competição a partir do centro de link de satélite em Cheyenne, Wyoming, a marca de "The Dish Network" nasceu para representar a casa de serviço de televisão por satélite. Em março de 1996, a empresa fez sua primeira transmissão aos seus clientes.
Em 1998, EchoStar comprou os ativos de uma difusão de uma empresa conjunta de emissão de satélite da News Corporation e MCI Worldcom. Com esta compra EchoStar obteve 28 das licenças do transpônder 32 no slot de 110° Oeste orbital, mais do que dobrando existentes continental dos Estados Unidos a capacidade de transmissão em um valor de 682,5 milhões dólares. A aquisição inspirou a empresa a introduzir um sistema multi-satélite chamado Dish 500, teoricamente capaz de receber mais de 500 canais em um prato. No mesmo ano a Echostar em parceria com a Bell Canada lançou a Dish Network Canada.

### Investindo para o futuro
Em janeiro de 1999, a empresa lançou a primeiro sintonizador de televisão em alta definição na indústria da televisão. Em agosto de 2003, a empresa lançou EchoStar IX, o primeiro satélite equipado com Banda Ka para o serviço de banda larga nos Estados Unidos. Isso levou a empresa a se tornar o primeiro serviço de TV por satélite para oferecer canais locais em todos os 50 estados. Naquele ano, a empresa também lançou a primeira aplicação de picture-in de televisão interativa em os EUA para os Jogos Olímpicos, fornecendo cobertura em diversos canais simultaneamente. Este ano, a empresa também adquiriu o seu número de cliente 10 000 000.
Em janeiro de 2005, EchoStar comprou os ativos da problemática de difusão provedor de HDTV via satélite Voom, incluindo seu satélite Rainbow, co-localizado com EchoStar 3 na posição orbital 61,5 graus oeste. Em 29 de abril do mesmo ano, EchoStar anunciou que iria expandir sua programação em canais de alta definição, adicionando 10 canais VOOM original e refletem a posição orbital conveniente para os Estados Unidos continentais. Dish Network acrescentou CNN HD en español, juntamente com outros pacotes na linha "Latino HD".
Em 1 de janeiro de 2008, a empresa completou seu spinoff de seus negócios de tecnologia e de set-top boxes em uma empresa de capital aberto em separado, EchoStar Corporation, efetivamente dividindo a entidade original em duas companhias separadas EchoStar. Dish Network Corporation, a maior das duas empresas resultantes, foca-se na programação, serviço e comercialização de TV por satélite, enquanto EchoStar Corporation administra a maioria dos aluguéis de peças de satélites e outros da infraestrutura de sinal. Embora nem a empresa tem alguma propriedade no outro, a maioria do poder de voto nos ativos das duas empresas de propriedade de Charles Ergen.

### Aquisições e diversificação

Logo da Dish Network de 2012 a 2019

Em 2011, Dish gastou mais de 3 bilhões de dólares em aquisições de companhias na falência. Isso inclui em 6 de abril de 2011 a compra da Blockbuster Inc., em um leilão de falência em Nova York, concordando em pagar 322 milhões de dólares e assumir US $ 87 milhões em passivos e outras obrigações para a empresa de locação de vídeos em todo o país. Dish também adquiriu as empresas extintas e DBSD e Terrestar. Dish também fez uma oferta para comprar Hulu em outubro de 2011, mas os proprietários do Hulu escolheu a declinar a oportunidade de vender a empresa. Há também especulações de que a Dish poderia comprar Sprint e Clearwire no futuro. O CEO da Dish Charles Ergen, planeja adicionar serviços de internet sem fio e de vídeo móvel que possam competir com o Netflix e empresas a cabo. Sobre os novos mercados Egren disse: "Com os ativos que temos acumulada, eu não acho que isso é difícil ver que estamos nos movendo em uma direção diferente da ideia simples de TV por assinatura, que é um mercado que está se tornando cada vez mais saturado".
Após a aquisição da Blockbuster, Dish anunciou o "Blockbuster Movie Pass", que permite que filmes on-demand, aluguel de DVD e jogos de vídeo e serviços online de streaming para uma taxa mensal fixa. A Dish planeja planos de serviços semelhantes para clientes de outros serviços. Blockbuster, porque tinha um acordo que permite que você receba DVDs 28 dias antes da Netflix, o novo serviço poderia ser uma competição maior.
A Dish também planeja oferecer internet de alta velocidade. A empresa planeja um serviço de banda larga móvel que o serviço é um serviço híbrido terrestre e por satélite. Em 2011, ele solicitou à FCC para combinar o espectro de Banda S, que adquiriu o DSWD e TerreStar, e combinar isso com o espectro de Long Term Evolution (LTE).

## Informações Técnicas

### Antenas parabólicas

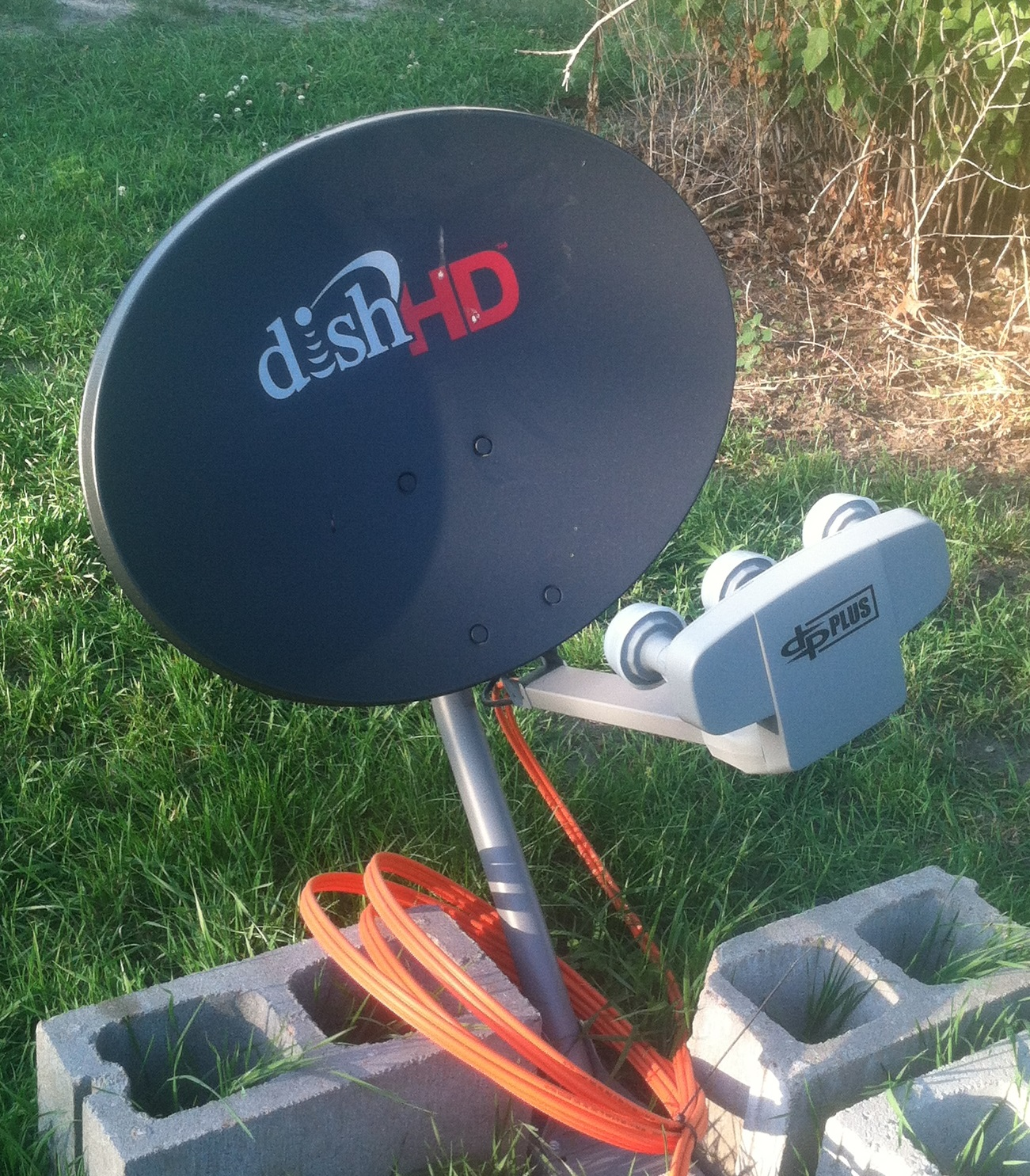
Dish HD na sua versão mais recente.

Dish Network oferece diferentes tipos de equipamentos de satélite para sinais de satélite diferentes. A maioria de suas caixas de consumo são fabricados pela Sanmina-SCI Corporation acordo com as especificações da EchoStar. Antes da fusão com a Sanmina SCI Systems em dezembro de 2001, Dish Network receptores foram produzidos em fábricas, em Huntsville, Alabama e Fountain, Colorado. Atualmente o receptor de montagem é realizada em Guadalajara, Jalisco, e na Índia.
A primeira antena parabólica foi chamado simplesmente de "Dish Network Dish". Ele foi retroactivamente renomeado para "Dish 300" quando os problemas legais e de satélite forçado atrasos no sistema "Dish 500". Usando uma LNB para sinais a partir da posição orbital de 119° Oeste, e foi comumente usado como um segundo prato para receber programação em alta definição a partir de posições orbitais adicional de 148 graus oeste e 61,5 graus oeste. A posição orbital de 119° Oeste é uma das duas principais posições orbitais, o outro ser posicionadas 110° oeste, e prestação de serviços básicos.
Depois de EchoStar obtidos os ativos de transmissão de uma joint venture entre ASkyB falhou e Worldcom MCI, dobrou sua capacidade, adicionando 28 transponders na posição orbital de 110 ° Oeste. EchoStar porque também possuía o slot adjacente orbital 119 ° oeste, desenvolveu o "Dish 500" para receber os sinais de ambos os locais orbital usando um prato e um conjunto inovador LNB duplo. Embora o "Dish 500", com 20 polegadas, ligeiramente mais longo do que o "Dish 300" e pratos de satélite DirecTV (que eram 18 polegadas), tinha a vantagem de obter sinais a partir de duas posições de satélite ao lado EchoStar uma capacidade teórica de 500 canais. A "Dish 500" como resultado, desde uma capacidade muito grande para o serviço de "local para local" programação produzida nacionalmente, e serviços empresariais. Para migrar os clientes existentes para "Dish 500," canais Dish Network proporcionar valor acrescentado que só pode ser recebido com o "Dish 500" e sistemas mais novos. Alguns destes canais exclusivos para estes novos sistemas são History International, Boomerang, The Science Channel, Planet Green e Comedy Central.

### Antenas de maiores capacidades

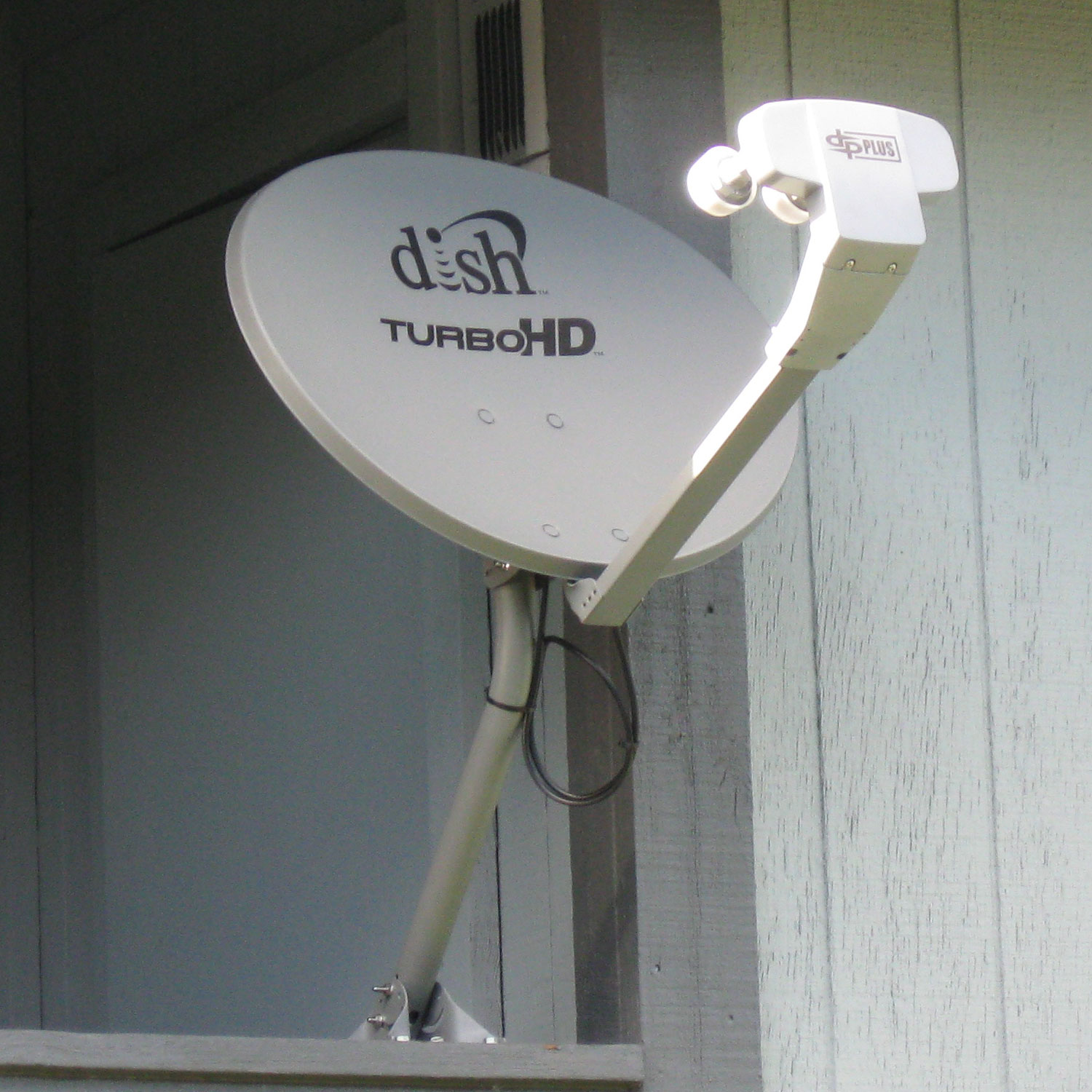
"Dish 1000.2" (com a marca TurboHD) montada em uma janela de um apartamente residencial.

Apesar desta capacidade, EchoStar ainda necessários para realizar seu sonho de usar televisão de alta definição em todo o país, por isso nós projetamos o sistema de "Dish 100" para receber sinais fora das posições orbitais de 110° Oeste, 119° a oeste, e 129° Oeste. Originalmente, os assinantes da Dish Network pratos HD via satélite requerem dois separados. Atualmente, os assinantes Dish Network pode receber canais de alta definição em todo o país usando o 129° posições orbitais de 61,5° oeste ou oeste. Devido a problemas com sinais de baixa intensidade, o modelo mais antigo do "Dish 1000" foi substituída por "Dish 1000,2". A "Dish 1000,2" tem um LNB integrada e um refletor que é 10% maior, possibilitando melhorias na intensidade do sinal e uma instalação mais fácil. A "Dish 1000,2" tem um diâmetro de 23 polegadas (580 mm). Mesmo com o tamanho maior, ainda existem muitos relatos de clientes perdendo os seus sinais de forma consistente na posição orbital de 129 ° Oeste. Devido a isso, alguns clientes foram forçados a usar um segundo prato para além da "Dish Network" marca ou um prato de aftermarket com 30 polegadas que é direcionado especificamente para a posição orbital de 129° Oeste. Vários fóruns na web relacionados clientes via satélite de apoio têm criticamente sugerido que o novo modelo de "Dish 1000,2" Não estava quase grande o suficiente, e deveria ter sido 20% -30% maiores para lidar adequadamente com o fade chuva.

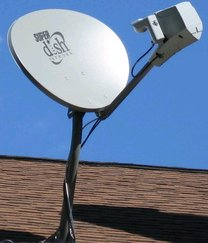
"SuperDish 121" montada em um telhado.

Durante sua busca por capacidade, Dish Network tinha acumulado uma série de tecnologias de transmissão via satélite, localização orbital, e excesso de capacidade usando tecnologias não convencionais que exigem tamanhos maiores. Para capitalizar estes ativos de transmissão, Dish Network começou a fornecer programação extensa étnica a partir de satélites de baixa potência de transmissão na parte FSS da banda que não recebe transmissões via satélite direto. Dish Network oferece equipamentos especializados para estes clientes, incluindo antenas maiores.
Sistemas "SuperDish", "Dish 500 +", e "Dish 1000 +" recebem sinais de radiodifusão por satélite directamente da posição de principal orbital de 110 ° oeste e 119 graus oeste, e os sinais de baixa potência emitida FSS dentro da posição orbital de 121° Oeste, 105° oeste e 118,75 graus oeste. Sistemas "Dish 500" e "Dish 1000 +" circularmente polarizados são sinais na porção da banda FSS que não recebe transmissões via satélite direto, embora os serviços de televisão por satélite outras nos Estados Unidos.

### Tecnologia de transmissão
Como por anos a Dish Network havia usado a tecnologia padrão MPEG-2 para transmissores, a adição de HDTV de largura de banda em um mundo com largura de banda limitada solicitou uma mudança para um sistema de H.264/MPEG4 AVC. Dish Network anunciou que a partir de 1 de fevereiro de 2006, todos os novos canais HD estarão disponíveis apenas no formato H.264, mantendo a formação atual como MPEG-2. Dish Network tem a intenção de, eventualmente, converter a plataforma H.264 inteira para fornecer mais canais para seus assinantes. Em 2007, a Dish Network caiu a resolução de 1080 canais de 1920x1080 a 1440x1080. Reduzindo a resolução horizontal e/ou taxa de dados de vídeo HD é conhecido como "HD Lite" e praticado por operadoras de TV a outros, bem como Dish Network. Tanto um receptor padrão como um receptor DVR incorporado estão disponíveis para assinantes. A Dish Network ViP722 HD DVR (que é capaz de gravar até 350 horas de transmissões de definição padrão e até 55 horas de transmissões de alta definição, e foi criado como um substituto para o ViP622) e que recebeu críticas positivas.

## Gestão
- Charles Ergen, Fundador, presidente e CEO
- Amir Ahmed, Vice-presidente sênior de Vendas
- Ira Bahr, Vice-presidente sênior, Diretor de Marketing
- W. Erik Carlson, Vice-presidente executivo de Operações
- Thomas A. Cullen, vice-presidente de Programação, Vendas e Marketing
- James DeFranco, Vice-presidente executivo de Vendas e Distribuição
- R. Stanton Dodge, Vice-presidente executivo, Conselheiro Geral e Secretário
- Bernard L. Han, Vice-presidente executivo e Diretor de operações
- Michael Kelly, Vice-presidente executivo Comercial e de Serviços de Negócios
- Roger J. Lynch, Vice-presidente executivo da Tecnologias Avançadas
- Robert E. Olson, Vice-presidente executivo e Diretor financeiro
- David Shull, Vice-presidente sênior de Programação
- Stephen W. Wood, Vice-presidente executivo e Chefe de Recursos Humanos